# Sobrance
Sobrance (węg. Szobránc, niem. Sobranz) – miasto powiatowe we wschodniej Słowacji, w kraju koszyckim, w regionie Zemplin. Partnerskie miasto Lubaczowa (Polska) od 2009 roku.
Sobrance leżą na wysokości 122 m n.p.m., w północno-wschodnim zakątku Niziny Wschodniosłowackiej, u południowych podnóży pasma Wyhorlatu. Liczba mieszkańców miasta wynosi 5981 (spis ludności z 21 maja 2011), powierzchnia – 10,68 km².
Przez Sobrance przebiega droga krajowa nr 19 (D1, międzynarodowa trasa E50), prowadząca od granicy z Ukrainą (przejście graniczne Vyšné Nemecké – Użhorod) przez Michalovce do Koszyc i dalej na zachód. Łączy się z nią droga lokalna 582, wybiegająca z Michalovec i okrążająca od północy sztuczny zbiornik Zemplínska šírava.
Osadnictwo w okolicach Sobranec datuje się od młodszej epoki kamiennej. Pierwsze wzmianki o mieście, wówczas pod węgierską nazwą Vasaros Tyba, pochodzą z 1344. Prawo organizowania w miejscowości corocznego jarmarku w święto Nawiedzenia Najświętszej Marii Panny oraz cotygodniowych targów (w środy) otrzymał właściciele "państwa" Tibava (Jan, syn Jakuba z Michałowiec) od króla Zygmunta Luksemburskiego w 1398 r. Nazwa "Sobrance" pojawiła się po raz pierwszy w dokumentach w 1409 r. W czasach Królestwa Węgier leżało w komitacie Ung. W 1878 miasto miało 49 domów, w których mieszkało 527 osób, przeważnie rolników i rzemieślników. W 1910 na 1216 mieszkańców było 577 Słowaków i 538 Węgrów. Po I wojnie światowej przyłączone do Czechosłowacji, w latach 1939-1945 powróciło do Węgier. W 1960 miasto awansowało do rangi siedziby władz powiatu.
Miasto dzieli się na osiedla:
- Komárovce (wzmiankowane w 1326),
- Sobrance (centrum),
- Sobranecké kúpele – kurort ze znanymi od XIV wieku źródłami leczniczych wód mineralnych.

Sobrance są ośrodkiem winiarstwa. W mieście nie ma większych zakładów przemysłowych. W mieście istnieje muzeum gitar Jana Ferku (Gitarové múzeum Jána Ferku) ze zbiorem ponad 200 gitar. W okolicy znajduje się kilka drewnianych cerkiewek i kościółków (Ruska Bystra, Inovce).

## Miasta partnerskie
- Lubaczów